# Maixent Coly
Maixent Coly (* 10. September 1949 in Affiniam, Ziguinchor; † 24. August 2010 in Dakar) war ein senegalesischer Geistlicher und römisch-katholischer Bischof von Ziguinchor.

## Leben
Maixent Coly studierte nach dem Abschluss am Collège Sacré Cœur in Dakar von 1971 bis 1974 Rechtswissenschaft an der Universität Dakar. 1974/75 war er Lehrer am Collège Didier-Marie de Saint-Louis. 1975 trat er in das Priesterseminar in Koumi in Obervolta, heute Burkina Faso, ein und studierte von 1975 bis 1980 Philosophie und Theologie. Er empfing am 30. Dezember 1980 die Priesterweihe. Anschließend war er Lehrer am Knabenseminar Saint Louis in Ziguinchor sowie Sekretär des Bischofs von Ziguinchor. Von 1983 bis 1987 studierte er am Päpstlichen Bibelinstitut in Rom und war anschließend Professor der Heiligen Schrift am Priesterseminar in Djibélor-Brin.
Papst Johannes Paul II. ernannte ihn am 5. April 1993 zum Koadjutorbischof im Bistum Ziguinchor. Die Bischofsweihe spendete ihm der Bischof von Ziguinchor, Augustin Sagna, am 11. Dezember 1993; Mitkonsekratoren waren der Bischof von Korhogo an der Elfenbeinküste, Auguste Nobou, und Pierre Eyt, Erzbischof von Bordeaux. Mit dem Rücktritt Augustin Sagnas am 23. Oktober 1995 folgte er diesem als Bischof von Ziguinchor nach.
Er starb nach langer Krankheit an den Folgen eines Schlaganfalls im Hôpital Principal von Dakar.
Coly engagierte sich für den Frieden in der Region Casamance (Casamance-Konflikt), um die seit 1990 andauernde militärische Auseinandersetzung zwischen der Regierung Senegals und der Mouvement des forces démocratiques de la Casamance (MFDC) zu unterbinden. Maixent Coly initiierte die Friedensabkommen von 2001, 2002 und 2003.